# ماریا لیندبلاد کریستنسن
ماریا لیندبلاد کریستنسن (انگلیسی: Maria Lindblad Christensen؛ زادهٔ ۳ ژوئیهٔ ۱۹۹۵) بازیکن فوتبال اهل دانمارک است.

وی همچنین در تیم‌های ملی فوتبال زنان دانمارک بازی کرده‌است.